# Werner Stamm
Pour les articles homonymes, voir Stamm.
Werner Stamm, né le 6 mars 1912 à Solingen et y est décédé le 6 avril 1993 est un chef de musique de la police et un compositeur allemand.
Werner Stamm devient commissaire de police à Wuppertal en 1956 et crée une Polizeimusikkorps. Plus tard, il rejoint le corps de musique de la police de Dortmund (aujourd'hui Landespolizeiorchester Nordrhein-Westfalen). Le 13 mars 1972, il part à la retraite avec le grade de commissaire principal.
En tant que compositeur, il écrit, entre autres, en 1950, la chanson à succès Wenn das Wasser im Rhein goldner Wein wär chantée par Willy Schneider, et 1955, l'opérette Zeltinger Himmelreich, composée en référence au village viticole de Zeltingen-Rachtig. Depuis 1980, 100 acteurs et chanteurs interprètent cette opérette tous les deux ans. Ses autres œuvres comprennent des marches comme la Meteor-Marsch et de la musique légère.
En l'absence d'héritiers, le Land allemand de Rhénanie-du-Nord-Westphalie détient les droits de ses chansons.
La municipalité de Zeltingen-Rachtig a décidé en 2012, à l'occasion du 100e anniversaire de sa naissance, d'honorer le compositeur par la pose d'une plaque commémorative.